# Chloroclystis consocer
Chloroclystis consocer là một loài bướm đêm trong họ Geometridae.